# Panchen Sonam Dragpa
Panchen Sonam Dragpa (tibétain : པན་ཆེན་བསོད་ནམས་གྲགས་པ, Wylie : Pan-chen bSod-nams grags-pa, THL : penchen sönam drakpa), né en 1478 et décédé en 1554, est un lama tibétain. Il est le 15e Ganden Tripa, de 1529 à 1535.